# 1936年ベルリンオリンピックのカナダ選手団
1936年ベルリンオリンピックのカナダ選手団（1936ねんベルリンオリンピックのカナダせんしゅだん）は、1936年8月1日から8月16日にかけてドイツの首都ベルリンで開催された1936年ベルリンオリンピックのカナダ選手団、およびその競技結果。

## 概要
今大会は金メダル1個、銀メダル3個、銅メダル5個の合計9個のメダルを獲得した。

## メダル
| メダル | 選手名                                                                                  | 競技 | 種目             |
| ------ | --------------------------------------------------------------------------------------- | ---- | ---------------- |
| 銀     | ジョン・ローリング                                                                      | 陸上 | 男子400mハードル |
| 銅     | フィル・エドワーズ                                                                      | 陸上 | 男子800m         |
| 銅     | エリザベス・テイラー                                                                    | 陸上 | 女子80mハードル  |
| 銅     | ドロシー・ブルックショー ミルドレッド・ドルソン ヒルダ・キャメロン アイリーン・マーハー | 陸上 | 女子4×100mリレー |